# La Chapelle (Savoie)
La Chapelle település Franciaországban, Savoie megyében. Lakosainak száma 327 fő (2022. január 1.). La Chapelle Épierre, Les Chavannes-en-Maurienne, Saint-Léger, Saint-Rémy-de-Maurienne és Saint François Longchamp községekkel határos.

## Népesség
A település népességének változása:
| Lakosok száma | 351  | 339  | 338  | 331  | 331  | 330  | 330  | 329  | 327  |
|               | 2013 | 2015 | 2016 | 2017 | 2018 | 2019 | 2020 | 2021 | 2022 |